# Камбјер
Камбјер (фр. Cambieure) је насељено место у Француској у региону Лангдок-Русијон, у департману Од.
По подацима из 2011. године у општини је живело 270 становника, а густина насељености је износила 84,64 становника/km².

## Демографија
| 1990. | 2011. |
| ----- | ----- |
| 236   | 270   |